# Чехрак (Краснодарский край)
Чехрак — хутор в Отрадненском районе Краснодарского края. Входит в состав Удобненского сельского поселения.

## География
Хутор расположен на левом берегу реки Большой Зеленчук, в 10 км к востоку от административного центра сельского поселения — станицы Удобной и в 30 км к юго-востоку от районного центра — станицы Отрадная.

## Население
| 2002 | 2010 |
| ---- | ---- |
| 137  | ↘125 |

Численность населения на 1 января 2023 год - 87 человек

## Улицы
- ул. Восточная,
- ул. Крестьянская,
- ул. Речная,
- ул. Родниковская,
- ул. Степная,
- ул. Шоссейная.